# Omalogyra ammonitoides
Omalogyra ammonitoides is een slakkensoort uit de familie van de Omalogyridae. De wetenschappelijke naam van de soort is voor het eerst geldig gepubliceerd in 1940 door Powell.